# 太原鮮于氏

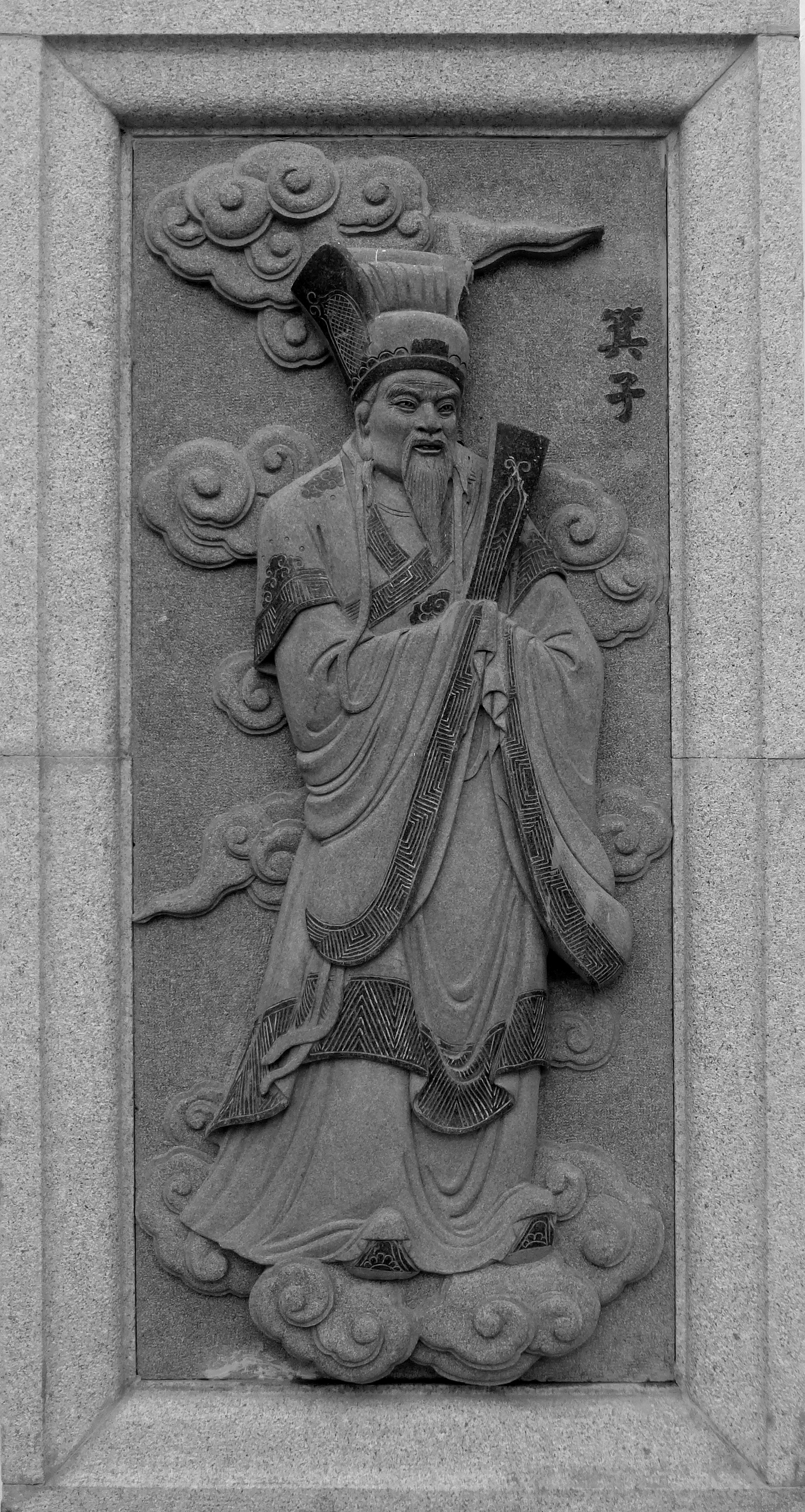
箕子

太原鮮于氏（テウォンソヌし、たいげんせんうし、朝鮮語: 태원선우씨）は、朝鮮の氏族の一つ。本貫は中国殷の政治家・箕子の出身地中国山西省太原市である。2015年の調査では3,329人。 
箕子が箕子朝鮮を建てた後、長男の松を荘恵王に、次男の仲を于山国に封じたが、仲の子孫が朝鮮の鮮と于山国の于を取って鮮于氏とした。箕子の48代子孫に箕友平がおり、箕友平が平安南道に入国したことが朝鮮の鮮于氏の始まりとなり、その子孫の鮮于靖が太原鮮于氏の始祖である。なお、友平の弟の友諒は上党韓氏（清州韓氏）の開祖、弟の友誠は徳陽奇氏（幸州奇氏）の始祖となった。

## 集姓村
- 慶尚北道栄州市豊基邑
- 平安南道大同郡斧山面寿山里
- 平安北道昌城郡大倉面鶴城洞
- 平安北道泰川郡江東面松北洞
- 忠清南道公州市寺谷面
- 忠清南道公州市維鳩面
- 忠清南道公州市正安面[4]

## 行列字
| ○世孫  | 32       | 33       | 34       | 35       | 36       | 37       | 38       | 39       | 40       | 41       |
| ------ | -------- | -------- | -------- | -------- | -------- | -------- | -------- | -------- | -------- | -------- |
| 行列字 | 木部の字 | 火部の字 | 土部の字 | 金部の字 | 水部の字 | 木部の字 | 火部の字 | 土部の字 | 金部の字 | 水部の字 |